# Achaios (Heros)
Achaios (altgriechisch Ἀχαιός Achaiós) ist in der griechischen Mythologie der eponyme Heros der Achaier.
In der Bibliotheke des Apollodor, bei Strabon und bei Pausanias ist er der Sohn des Xuthos, dem Sohn des Hellen, und der Krëusa, der Tochter des Erechtheus. Sein Bruder ist Ion. Nach der Vertreibung des Xuthos aus Athen geht Achaios hier mit ihm nach Aigaialos, das später nach ihm Achaia genannt wurde. Daneben gibt es verschiedene abweichende genealogische Angaben. Dionysios von Halikarnassos nennt ihn als Sohn von Poseidon und Larissa, Servius als Sohn von Iuppiter und Phthia und im Scholion zu Homers Ilias wird er als Sohn des Haimon genannt, nach dem Thessalien früher Haimonia genannt worden sein soll. Als seine Brüder werden hier Pelasgos und Phthios genannt. Die Söhne des Achaios sind Archandros und Archiletes.